# Da Capo (album de Love)
Pour les articles homonymes, voir Da Capo (homonymie).
Albums de Love
Love
(1966) Forever Changes
(1967)
Da Capo est le deuxième album du groupe américain Love, sorti début 1967.
Il est cité dans l'ouvrage de référence de Robert Dimery Les 1001 albums qu'il faut avoir écoutés dans sa vie.

## Titres
Toutes les chansons sont d'Arthur Lee, sauf mention contraire.

### Face 1
1. Stephanie Knows Who (en) – 2:33
2. Orange Skies (en) (Bryan MacLean) – 2:49
3. ¡Que Vida! (en) – 3:37
4. 7 and 7 Is (en) – 2:15
5. The Castle – 3:00
6. She Comes in Colors – 2:43

### Face 2
1. Revelation (Lee, MacLean, Johnny Echols, Ken Forssi] – 18:57

## Musiciens
Love
- Arthur Lee : chant, harmonica, guitare rythmique, batterie, percussions
- Johnny Echols : guitare solo
- Bryan MacLean : guitare rythmique, chant
- Ken Forssi : basse
- Michael Stuart : batterie, percussions

Musiciens additionnels
- Alban Pfisterer : orgue, clavecin, batterie sur « 7 and 7 Is »
- Tjay Cantrelli : saxophone, flûte, percussions